# 1155 год
1155 (ты́сяча сто пятьдеся́т пя́тый) год  по юлианскому календарю — невисокосный год, начинающийся в субботу. Это 1155 год нашей эры, 5‑й год 6‑го десятилетия XII века 2‑го тысячелетия, 6‑й год 1150‑х годов. Он закончился 870 лет назад.
| Пн | Вт | Ср | Чт | Пт | Сб | Вс |
|    |    |    |    |    | 1  | 2  |
| 3  | 4  | 5  | 6  | 7  | 8  | 9  |
| 10 | 11 | 12 | 13 | 14 | 15 | 16 |
| 17 | 18 | 19 | 20 | 21 | 22 | 23 |
| 24 | 25 | 26 | 27 | 28 | 29 | 30 |
| 31 |    |    |    |    |    |    |

| Пн | Вт | Ср | Чт | Пт | Сб | Вс |
|    | 1  | 2  | 3  | 4  | 5  | 6  |
| 7  | 8  | 9  | 10 | 11 | 12 | 13 |
| 14 | 15 | 16 | 17 | 18 | 19 | 20 |
| 21 | 22 | 23 | 24 | 25 | 26 | 27 |
| 28 |    |    |    |    |    |    |

| Пн | Вт | Ср | Чт | Пт | Сб | Вс |
|    | 1  | 2  | 3  | 4  | 5  | 6  |
| 7  | 8  | 9  | 10 | 11 | 12 | 13 |
| 14 | 15 | 16 | 17 | 18 | 19 | 20 |
| 21 | 22 | 23 | 24 | 25 | 26 | 27 |
| 28 | 29 | 30 | 31 |    |    |    |

| Пн | Вт | Ср | Чт | Пт | Сб | Вс |
|    |    |    |    | 1  | 2  | 3  |
| 4  | 5  | 6  | 7  | 8  | 9  | 10 |
| 11 | 12 | 13 | 14 | 15 | 16 | 17 |
| 18 | 19 | 20 | 21 | 22 | 23 | 24 |
| 25 | 26 | 27 | 28 | 29 | 30 |    |

| Пн | Вт | Ср | Чт | Пт | Сб | Вс |
|    |    |    |    |    |    | 1  |
| 2  | 3  | 4  | 5  | 6  | 7  | 8  |
| 9  | 10 | 11 | 12 | 13 | 14 | 15 |
| 16 | 17 | 18 | 19 | 20 | 21 | 22 |
| 23 | 24 | 25 | 26 | 27 | 28 | 29 |
| 30 | 31 |    |    |    |    |    |

| Пн | Вт | Ср | Чт | Пт | Сб | Вс |
|    |    | 1  | 2  | 3  | 4  | 5  |
| 6  | 7  | 8  | 9  | 10 | 11 | 12 |
| 13 | 14 | 15 | 16 | 17 | 18 | 19 |
| 20 | 21 | 22 | 23 | 24 | 25 | 26 |
| 27 | 28 | 29 | 30 |    |    |    |

| Пн | Вт | Ср | Чт | Пт | Сб | Вс |
|    |    |    |    | 1  | 2  | 3  |
| 4  | 5  | 6  | 7  | 8  | 9  | 10 |
| 11 | 12 | 13 | 14 | 15 | 16 | 17 |
| 18 | 19 | 20 | 21 | 22 | 23 | 24 |
| 25 | 26 | 27 | 28 | 29 | 30 | 31 |

| Пн | Вт | Ср | Чт | Пт | Сб | Вс |
| 1  | 2  | 3  | 4  | 5  | 6  | 7  |
| 8  | 9  | 10 | 11 | 12 | 13 | 14 |
| 15 | 16 | 17 | 18 | 19 | 20 | 21 |
| 22 | 23 | 24 | 25 | 26 | 27 | 28 |
| 29 | 30 | 31 |    |    |    |    |

| Пн | Вт | Ср | Чт | Пт | Сб | Вс |
|    |    |    | 1  | 2  | 3  | 4  |
| 5  | 6  | 7  | 8  | 9  | 10 | 11 |
| 12 | 13 | 14 | 15 | 16 | 17 | 18 |
| 19 | 20 | 21 | 22 | 23 | 24 | 25 |
| 26 | 27 | 28 | 29 | 30 |    |    |

| Пн | Вт | Ср | Чт | Пт | Сб | Вс |
|    |    |    |    |    | 1  | 2  |
| 3  | 4  | 5  | 6  | 7  | 8  | 9  |
| 10 | 11 | 12 | 13 | 14 | 15 | 16 |
| 17 | 18 | 19 | 20 | 21 | 22 | 23 |
| 24 | 25 | 26 | 27 | 28 | 29 | 30 |
| 31 |    |    |    |    |    |    |

| Пн | Вт | Ср | Чт | Пт | Сб | Вс |
|    | 1  | 2  | 3  | 4  | 5  | 6  |
| 7  | 8  | 9  | 10 | 11 | 12 | 13 |
| 14 | 15 | 16 | 17 | 18 | 19 | 20 |
| 21 | 22 | 23 | 24 | 25 | 26 | 27 |
| 28 | 29 | 30 |    |    |    |    |

| Пн | Вт | Ср | Чт | Пт | Сб | Вс |
|    |    |    | 1  | 2  | 3  | 4  |
| 5  | 6  | 7  | 8  | 9  | 10 | 11 |
| 12 | 13 | 14 | 15 | 16 | 17 | 18 |
| 19 | 20 | 21 | 22 | 23 | 24 | 25 |
| 26 | 27 | 28 | 29 | 30 | 31 |    |

## События

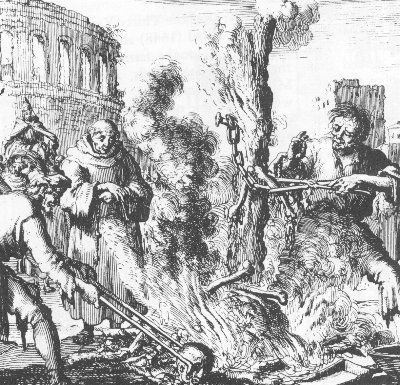
Сожжение тела Арнольда Брешианского

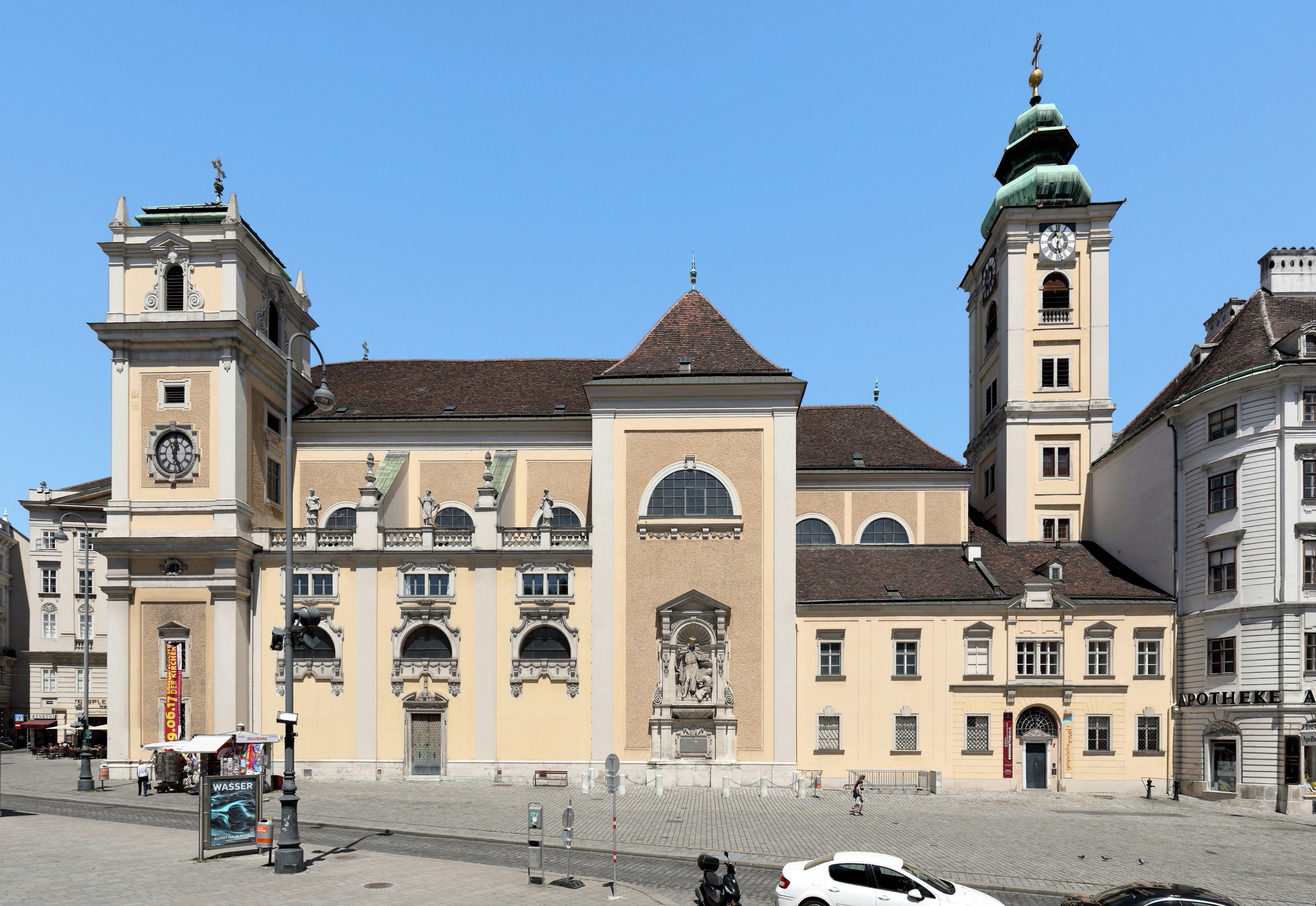
Шотландский монастырь (Вена), основанный в 1155 году

- 1151—1156 — Византийско-венгерская война. Вооруженные конфликты между византийским императором Мануилом I Комнином и королём Венгрии Гезой II[1].
- 9 июня (вторник, 7-й день второго месяца раби). Нур ад-Дин захватывает Баальбек.
- Сентябрь — Папа Адриан IV принимает личное участие в военных действиях на юге Италии.
- Декабрь — Вормсский сейм. Фридрих начинает наводить порядок в стране.
- Папа Адриан IV издаёт билль, в котором даёт королю Англии Генриху право на владение Ирландией.
- Поход короля Швеции Эрика на Финляндию. Крещение части финнов. Начало её завоевания.
- Папа Римский Адриан налагает на Рим интердикт. Бегство из Рима Арнольда Брешианского. Он схвачен императором Фридрихом Бараброссой, возвращён в Рим и повешен. 18 июня Адриан коронует Фридриха императором Священной Римской империи.
- Константинопольские послы встречаются с Фридрихом. Византийскую миссию возглавляют севасты Михаил Палеолог и Иоанн Дука. Переговоры о германо-византийском союзе оканчиваются безрезультатно.
- Взятие Фридрихом тосканского города Сполето на обратном пути из Италии.
- Соглашение в Вести. Михаил Палеолог заключает соглашение с норманнскими князьями о совместной борьбе против сицилийского короля.
- Князь Капуи Роберт и Андрей Рупеканина, изгнанные из своих владений Рожером II, поднимают восстание в Южной Италии.
- Несмотря на присутствие сицилийского гарнизона византийской партии сдаётся Бари.
- В Италию прибывает подкрепление из кавказской конницы.
- Папа Адриан решается открыто пристать к византийской партии и послать на юг свои подкрепления.
- Сражение при Адрии. Византийцы наносят поражение сицилийским норманнам. Иоанн Дука наносит поражение сицилийской армии под предводительством Асклеттина.
- Михаил Палеолог заключает соглашение с Генуей. В соответствии со статьями договора, Генуя, за пожалованные ей торговые привилегии, обязуется не принимать сторону врагов византийской империи.
- Смерть Михаила Палеолога. Вторжение Мануила Комнина в Сицилию. Поражение его армии от короля Сицилии Вильгельма I.
- Основано командорство иоаннитов в деревне Загощ близ Вислицы и Пиншова (Польша).
- Египетский флот совершает рейд по побережью Сирии.
- Сражение у Аксара. Князь Кылыч Арслан и два его брата, Ду-л-Нун и Дулаб, воюют с сыновьями аль-Данишменда.

## Русь
Правление: 1154—1155, 1159—1161 и 1162—1167 — Ростислав Мстиславич, Изяслав Давыдович и 1149—1150 и 1155—1157 — Юрий Долгорукий

### Правление Изяслава Давыдовича
- Январь — Изяслав Давыдович занял киевский престол. В благодарность за поддержку в 1154 году дал в княжение Глебу Юрьевичу (1154-1169) Переяславское княжество[2][3][4].
- Начало года — между Ростиславом Мстиславичем и Мстиславом Изяславичем, во время похода к Чернигову возник серьёзный конфликт, спровоцированный сепаратными переговорами Ростислава Мстиславича с черниговским князем Изяславом Давидовичем[5].
- Начало года — Изяслав Давидович вступает в переговоры с киевлянами, и те, главным образом из-за боязни половцев, соглашаются принять его на княжение и присылают к нему с тем каневского епископа Демьяна[6].
- Начало января — Юрий Долгорукий вместе с союзниками половцами выступает в поход на Киев по Волге и Днепру. По дороге узнаёт о смерти брата Вячеслава Владимировича и вокняжении в Киеве Изяслава Давыдовича[4].
- Середина января — новгородское посольство во главе с архиепископом Нифонтом просит на княжение его сына и Юрий Долгорукий отпускает Мстислава Юрьевича в Великий Новгород[4].
- Январь — Изяслав Давыдович сажает Глеба Юрьевича на княжение в Переяславль-Русский. Тогда же выкупает из плена у половцев многих русских дружинников, в том числе и Святослава Всеволодовича[6].
- Февраль — Юрий Долгорукий у города Зарой заключает мир с Ростиславом Смоленским, который признаёт его права на великокняжеский престол. Подойдя к Моровийску, он посылает посла к Изяславу Давидовичу в Киев, предлагая ему покинуть город. Изяслав был вынужден подчиниться[4][7].

#### Правление Юрия Долгорукова
- 20 марта — Юрий Долгорукий без сопротивления повторно захватил Киев у Изяслава Давыдовича и в третий раз принял титул великого князя[2][8].
- Март — киевский митрополит Климент Смолятич, после того как князь Изяслав Давидович уступил киевский стол Юрию Долгорукому, бежал из Киева во Владимир-Волынский. Новый митрополит Киевский Константин I предал его анафеме, признал недействительными его решения, сместил всех поставленных им епископов и запретил к служению рукоположенных им священников и диаконов[9].
- Апрель — сыновья Долгорукова получают: Андрей — Вышгород, Борис — Туров, Глеб — Переяславль, а Васильку— Поросье (главный город Канев)[4].
- Весна — половцы совершили набег на Поросье. Князь Василько Юрьевич с берендеями настиг половцев, часть перебил, часть захватил в плен и приехал к отцу "съ славою и честью"[10].
- Половцы присылают послов к Юрию Долгорукому, прося мира и освобождения своих пленных. Юрий, не желая вступать в конфликт с берендеями, отказывает им[4].
- Лето — к Долгорукому в Киев приезжает из Суздаля через Смоленск его жена с младшими детьми[4].
- В результате наступления войск Юрия Долгорукова на Черниговское княжество Изяслав Давыдович целовал крест Юрию Долгорукому, а затем на съезде в Лутаве получил от киевского князя (по видимому в условное содержание) Корческ и Погорынье[2][8][11].
- Юрий Долгорукий, Ярослав Владимирович и Владимир Мстиславич предприняли неудавшеюся попытку взять штурмом Луцк[12].
- Мстислав Изяславич после осады Луцка уезжает в Польшу просить военную помощь. В этом же году при посредничестве Ростислава Мстиславича примирился с Юрием Долгоруким[5].
- Андрей Боголюбский от отца Юрия Долгорукова вновь получает Вышгород (владел в 1149 году), но осенью покидает город и уходит в Суздальскую землю. Вместе с собой, он забирает из Вышгородского девичьего монастыря икону Пресвятой Богородицы, привезённую в 1131 году из Константинополя на Русь митрополитом Михаилом и писанную по преданию святым евангелистом Лукой с лика девы Марии при Её жизни. Эта икона поставлена Андреем в Успенском соборе во Владимире на Клязьме и получившая имя Владимирской иконы Божией Матери и со временем становится главной святыней Московской Руси[4][13].
- По преданию, в 11 верстах от Владимира, на том месте, где кони везшие икону внезапно остановились, Андрей закладывает свою резиденцию Боголюбово[13].
- Юрий Долгорукий мирится со своими племянниками и наделяет их: Ростислава Мстиславича — Смоленском, Владимира Мстиславича — Владимиром-Волынским, Ярослава Изяславича — Луцком[4].
- Княжеский съезд в Лутаве, где Юрий Долгорукий заключает мир с Изяславом Давыдовичем и Святославом Ольговичем и даёт Изяславу — Корческ, и Святославу — Мозырь[4].
- Съезд русских князей с половцами в Каневе[14].
- Юрий Долгорукий дозволяет своему сыну Мстиславу Юрьевичу жениться в Великом Новгороде на дочери знатного новгородца Петра Михалковича[4].
- Зима 1155/1156 — Долгорукий заключает союз с рязанскими князьями. Последние признают Ростислава Мстиславича "отцем себе"[7].
- Зима 1155/1156 — Юрий Долгорукий женит своего сына Глеба Юрьевича на дочери Изяслава Давыдовича[4].
- Первое упоминание в Ипатьевской летописи города Лутава[15] (сейчас село, само городище в 800 метрах к югу от села).
- Первое упоминание о Новосиле в Никоновской летописи[16] (в краеведческой литературе данные основаны на ошибочном указании Воскресенской летописи. Впервые Новосиль упоминается 15 сентября 1326 года в Рогожском летописце и Симеоновской летописи, как владение казнённого в Орде князя)[17].
- Первое упоминание в Ипатьевской летописи города Радощ[18] (сейчас пгт. Погар).
- Первое упоминание о Мозыре.
- Первое упоминание в Ипатьевской летописи, как г. Воротинеск (Воротынск)[19].

## Начало правления
См. также: Список глав государств в 1155 году
- 1155—1170 — канцлер Англии Томас Бекет (1118, 21.12-1170, 29.12).
- 23 августа — Го-Сиракава провозглашён 77-м императором Японии.

## Родились
См. также: Категория:Родившиеся в 1155 году
- 28 февраля — Генрих-младший, сын Генриха II.
- Пьер II де Куртене.
- Кылыч-Арслан II.
- Альфонсо VIII Кастильский.

## Скончались
См. также: Категория:Умершие в 1155 году
- Маредид ап Грифид.
- Захария Хризополитан.
- Арнольд Брешианский.
- Гальфрид Монмутский (или 1154).